# 5311 Rutherford
För andra betydelser, se Rutherford.
5311 Rutherford och 1981 GD1 är en asteroid i huvudbältet som upptäcktes den 3 april 1981 av det nyzeeländska astronomparet Pamela M. Kilmartin och Alan C. Gilmore vid Mount John University Observatory. Den är uppkallad efter nobelpristagaren Ernest Rutherford.
Asteroiden har en diameter på ungefär 9 kilometer.